# Vallée de Sholpan
Sholpan Vallis
La vallée de Sholpan (désignation internationale : Sholpan Vallis) est une vallée située sur Vénus dans le quadrangle d'Henie. Elle a été nommée en référence au nom kazakh and karakalpak de la planète Vénus.